# Gilles Tonelli
Pour les articles homonymes, voir Tonelli.
Gilles Tonelli, né le 27 novembre 1957, est un homme d'État monégasque. Il est conseiller de gouvernement pour les relations extérieures et la coopération de 2015 à 2019 et ministre d'État par intérim de 2015 à 2016.

## Biographie
Ingénieur de profession, Gilles Tonelli est directeur général du département des travaux publics et des affaires sociales de la principauté de 1993 à 1999, puis contrôleur général des dépenses jusqu'en 2000, date à laquelle il devient secrétaire général du ministère d'État. En 2005, il est appelé au gouvernement monégasque et occupe successivement les fonctions de conseiller pour l'équipement, l'environnement et l'urbanisme, puis l'année suivante pour Finances et l'Économie, avant de revenir à l'équipement en 2009.
En 2011, il devient ambassadeur de Monaco auprès des trois pays du Benelux ainsi que chef de la mission auprès de l'Union européenne. Enfin le 23 février 2015, il est nommé conseiller de gouvernement pour les relations extérieures et la coopération. À ce titre, il assure l'intérim des fonctions de ministre d'État à compter du 16 décembre 2015, quand Michel Roger est contraint de se retirer à la suite d'un problème de santé, jusqu'à l'entrée en fonctions de son successeur, Serge Telle, le 1er février 2016. Il est le premier chef du gouvernement de nationalité monégasque depuis l'amendement constitutionnel de 2002.

## Décorations
- Commandeur de l'ordre de Saint-Charles Il est fait commandeur le 17 novembre 2019[3].